# 青岛站
青岛站位于山东省青岛市，市南区、市北区境内，本站中心里程位于胶济客专线0km630m处，港北联络-1km300m处，隶属中国铁路济南局集团有限公司管辖。本站分为青岛和港湾两个站区。青岛站区办理有关旅客列车的作业；港湾站区办理有关货物列车的作业，以及客车的编解整备，有衔接机务段、车辆段、动车段、供电段段管线以及青岛港口码头和军事专用线等。本站按技术作业为编组站；按业务性质为客货运站；按工作量为特等站。

## 历史
根据1898年的初版城市规划方案，青岛站的位置被安排在紧邻栈桥入口西北侧的位置，但由于技术困难而在后续规划方案中调整至栈桥西北侧约200米处，即后来青岛站所在位置。1899年6月，山东铁路公司成立。公司驻柏林董事会成员阿尔弗雷德·盖德茨（Alfred Gaedertz）曾为青岛站设计过一个方案，但董事会认为其体量太大且过于昂贵而驳回了该方案。公司最终采纳了山东铁路公司经理锡乐巴（Heinrich Hildebrand）的设计方案，并于1900年1月开始建设，1901年春完成。
德国当局曾计划在站房北侧、今泰安路放射状路口西侧根据“华洋分治”政策建设一座华人专用车站，还计划在大港一带建造一座规模更大的客货两用车站，因一战爆发、日军攻占青岛而搁浅。
1991年2月15日，青岛站候车楼改建工程开工，同年8月原楼拆除，在原址改造重建。在原站址北侧新修建了大型二层候车大楼，另在原站址南约100米处重新依原来风格建造了南楼，但新楼的建筑比例与建筑材料已与原建筑大不相同，建筑水平也无法相比。
青岛站于2006年11月20日至2008年7月27日间进行施工改造，新钟楼及南楼保留，北楼爆破拆除，所有到发青岛站的列车全部临时停靠四方站。2008年7月27日青岛站于北京奥运会帆船比赛前正式投入试运行，此时所有改在四方站以及沧口站始发终到的列车全部迁回青岛站。并且从2008年8月2日起，按照全新的列车时刻表，动车组列车也改为青岛站始发终到。
2011年8月14日，原计划用作胶济铁路博物馆的钟楼，改做自动售票厅正式启用。2021年改造为胶济铁路青岛博物馆，并于同年12月31日开放。
2023年6月30日，17时29分，青岛站始发的最后一班普速列车K1136/7从青岛站3道发出。自此青岛站不再办理普速列车。
- 建造期间（約1900年）
- 建成之初（1900年代）
- 建成之初（約1910年）
- 青岛站站台（約1910-1912年）
- 青岛站周邊（約1913年）
- 第一次日据时期
- 俯瞰青岛站（1928年5月）
- 1970年代
- 1991年改造后
- 2008年改造后

## 车站结构

### 客场
站房由地上三层和地下两层共五层组成，沿站场西－南－东呈“凹”形布局，同时在站场外设置西－南－东三个广场，呈“品”字形分布，三个广场环形连通并都设出站口（南出站口一般情况下锁闭），并有地下通道横断周边道路，出站通道设“旅游文化走廊”。
建筑造型上，采取了以钟楼为关键点，三面围合的布局，形成完整的德式风格建筑群体组合，整体红瓦黄墙，而内饰地面则采用大理石。车站设多个地上和地下候车室，总面积5.4万平方米，其中南地下候车室建筑面积约一万平方米，是国内最大的地下列车候车室。站房东西进站厅由跨铁路线的高架“景观连廊”连接，东、西进站广厅的旅客可通过楼梯、扶梯、电梯上到连廊再下至中间站台乘车。
青岛站客场为尽头式车站，设有6台10道。站台上方的无柱风雨棚达面积约65000平方米，是国内建筑中最大的网壳结构。
- 即将入夜的青岛站
- 青岛站钟楼及自动售票厅
- 青岛站东北角
- 青岛站西贵宾室前
- 青岛站南地下候车室走廊
- 青岛站景观连廊
- 青岛站1号站台
- 青岛站出站地下通道

### 货场
青岛站货场又名港湾场、青岛港湾站。位于青岛站客场的东北侧、大港站北侧。上下行分别连接青岛站客场和四方站。
港湾场于1915年建于原大港站处，名为大港调车场（处）。1934年大港调车处扩建为货物站，共有站线和码头作业线22.264公里。1938年被日占当局更名为埠头站。埠头站于1952年合并至青岛站，称为货运场。1983年胶济铁路复线化过程中计划扩建港湾站，新建配套青岛港八号码头工程的调车乙分场，原运转场更名为南到发场。至1990年，港湾站共有到发线10条、调车线18条；货场设有货物线15条、仓库13座；另设有军用线7条、港务局专用线10条和煤炭专用线2条。1993年青岛港湾站相关工程全部竣工后车站规模一级三场（北到发场、编组场、南到发场），分别设有6条、12条、6条股道。
在青岛站改造和胶济铁路电气化工程中，港湾场部分设施被改造为客整所。港湾站目前设有到发场和客整场。其中客整场设有青岛机务段、济南车辆段港湾客整场、青岛动车段整备车间等单位，设有12条整备线、6条存车线，2条尽头式整备线。

## 下辖车站
青岛站为济南局集团的直属车站，下辖青岛站客运车间、运转车间、行包车间、综合车间、综合维修车间、保卫处、后服车间，以及四方站、沙岭庄站、青岛北站、红岛站、青岛机场站、高密北站、潍坊北站、青州市北站、临淄北站、淄博北站和邹平站。